# برشاوشان تشيلي
برشاوشان تشيلي (الاسم العلمي:Adiantum chilense) هو نوع من النباتات يتبع جنس البرشاوشان من الفصيلة الديشارية.